# Anoush Dastgir
Anoush Dastgir (Jabal Saraj, 27 november 1989) is een Afghaans-Nederlands voormalig voetballer en huidig voetbaltrainer. Van juli 2018 tot juli 2022 was hij bondscoach van Afghanistan. In 2023 werd hij aangesteld als assistent-trainer van Almere City FC.

## Spelerscarrière
Dastgir kwam op jonge leeftijd naar Nederland en begon met voetballen bij GVV '57 uit Grave waar hij in een asielzoekerscentrum verbleef. Hij kwam in Groesbeek en doorliep de jeugdopleidingen van N.E.C. en VVV-Venlo. Bij VVV-Venlo heeft hij in de voorbereiding zijn debuut gemaakt. In meerdere periodes kwam hij uit voor Sportclub N.E.C. maar bij hoger spelende clubs als VV Capelle en FC Lienden kwam hij door blessures niet aan bod. Dastgir speelde in 2015 en 2016 in totaal zes wedstrijden voor het Afghaans voetbalelftal. Op 5 september 2015 maakte hij zijn debuut als basisspeler in een vriendschappelijke wedstrijd in en tegen Libanon (2-0) nederlaag. Hij werd na 89 minuten gewisseld voor Saber Azizi. Met Afghanistan nam hij deel aan het Zuid-Aziatisch kampioenschap voetbal 2015 waar de ploeg de finale na verlenging verloor van India.

## Trainerscarrière
Toen de Afghaanse voetbalbond bondscoach Petar Šegrt ontslagen had, werd Dastgir op initiatief vanuit de spelersgroep ad-interim benoemd tot bondscoach voor de vriendschappelijke wedstrijd tegen Tadzjikistan (1-0 nederlaag) op 13 november 2016. Vanaf maart 2017 werd hij assistent van de nieuwe bondscoach Otto Pfister en stopte hij met voetballen. In het seizoen 2017/18 is hij tevens assistent-trainer bij Sportclub N.E.C. en zou daar vanaf het seizoen 2018/19 hoofdtrainer worden. Toen Amir Hashemi vanwege andere werkzaamheden in januari 2018 stopte als hoofdtrainer van Sportclub N.E.C., werd Dastgir de nieuwe trainer. In juli 2018 ondertekende Dastgir een tweejarig contract als bondscoach van Afghanistan. Hij volgde Otto Pfister op en combineert dit met zijn werkzaamheden bij de N.E.C.-amateurs. Vanaf augustus 2018 is hij bondscoach van het Afghaans voetbalelftal. Dastgir leidde het Afghaans voetbalelftal in de kwalificatie voor het WK 2022 en Azië Cup 2023. In april 2020 verlengde Dastgir zijn contract met de Afghanistan Football Federation met 1 jaar. Vanaf het seizoen 2020/21 traint hij tevens hoofdklasser VV DUNO. In 2021 stopte hij met het trainerschap bij eersteklasser N.E.C., een functie die hij combineerde met het bondscoachschap en het trainerschap bij DUNO. Vanaf het seizoen 2022/23 beëindigde Dastgir ook zijn werkzaamheden bij DUNO en werd hij trainer van Jong Almere City. Na het mislopen van kwalificatie voor de Aziatisch kampioenschap voetbal 2023 stopte Dastgir als bondscoach van Afghanistan. Hij ging de UEFA Pro opleiding doen. In 2023 behaalde hij zijn UEFA PRO-licentie en werd hij tevens kampioen met Almere City O21 in de Eredivisie. Hierdoor promoveert het team naar de senioren Tweede divisie. Vanaf het seizoen 2023/2024 vervult hij de rol van assistent-trainer onder Alex Pastoor in de Eredivisie. Vanaf het seizoen 2024/2025 vervult hij dezelfde rol onder Hedwiges Maduro. Na het ontslag van laatstgenoemde werd hij aangesteld als interim-trainer tegen sc Heerenveen. Nadat de club zeven wedstrijden op rij had verloren, wist hij deze wedstrijd met 3-0 te winnen.

## Biografie
Op 19 mei 2023 kwam de biografie van Anoush Dastgir uit. Het boek kreeg de titel Anoush - Hoe de Nederlandse Anoush Dastgir als jongste bondscoach ter wereld Afghanistan wist te herenigen. Het boek werd geschreven door Ivo Roodbergen en uitgegeven door Uitgeverij Thomas Rap.
1 Bakker ·
2 Dankerlui ·
3 Jacobs ·
4 Visus ·
5 Ritmeester van de Kamp ·
6 Carbonell ·
7 Providence ·
8 Tahiri ·
9 Robinet  ·
11 Kadile ·
12 Jasim ·
14 Zagaritis ·
15 Lawrence ·
16 Nalić ·
17 Hansen ·
18 Brym ·
19 Haye ·
20 Akujobi ·
21 Guillaume ·
22 Barbet ·
23 Balboa ·
24 Mattoir ·
25 Mamengi ·
26 Keller ·
27 Martins ·
28 Receveur ·
29 Wendlinger ·
30 Kuiper ·
31 Van der Wilt ·
32 De Nijs ·
34 Foah-Sam ·
34 Pinas ·
36 Beaumont ·
37 Puriel ·
39 Poku ·
40 Dors ·
50 Garden ·
Coach: Rijsdijk
· Assistent-coach: Booy
· Assistent-coach: Dastgir
· Assistent-coach: Talan
· Keeperstrainer: Etemadi